# Сан-Хуан (приток Десагуадеро)
Сан-Хуан (исп. Río San Juan) — река в Аргентине одноимённой провинции. На реке расположен город Сан-Хуан.
Река берёт своё начало в Патагонских Андах, от слияния рек Патос и Кастаньо-Вьехо на высоте 1330 метров над уровнем моря. Место слияния рек расположено к востоку от Чилийско-Аргентинской границы. В месте слияния с рекой Мендосой, на высоте 497 метров над уровнем моря в лагуне Лагунас-де-Гуанакаче, берёт своё начало река Десагуадеро.